# 릿토시
릿토시(일본어: 栗東市)는 일본 시가현 남서부에 있는 시이다.

## 역사
- 1954년 10월 1일 - 구리타군의 4개 촌이 합병해 릿토정이 성립하였다.
- 1956년 - 경계 변경으로 릿토정의 일부가 구사쓰시에 편입되었다.
- 2001년 10월 1일 - 시로 승격해 릿토시가 되었다.

## 교통

### 철도
- 서일본 여객철도
  - 비와코선(도카이도 본선)
    - (← 모리야마시 모리야마역) - 릿토역 - (구사쓰시 구사쓰역 →)

  - 구사쓰선
    - (← 고난시 이시베역) - 데하라역 - (구사쓰시 구사쓰역 →)

### 도로
- 메이신 고속도로
- 국도 1호선
- 국도 8호선

## 인구
| 연도 | 인구   | ±%     |
| ---- | ------ | ------ |
| 1960 | 14,043 | —      |
| 1970 | 23,031 | +64.0% |
| 1980 | 37,033 | +60.8% |
| 1990 | 45,049 | +21.6% |
| 2000 | 54,856 | +21.8% |
| 2010 | 63,655 | +16.0% |
| 2020 | 68,820 | +8.1%  |